# Margaux Chatelier
 (février 2025).
Si vous disposez d'ouvrages ou d'articles de référence ou si vous connaissez des sites web de qualité traitant du thème abordé ici, merci de compléter l'article en donnant les références utiles à sa vérifiabilité et en les liant à la section « Notes et références ».
 (février 2025).
 (septembre 2021).
Pour les articles homonymes, voir Châtelier.
Margaux Chatelier est une actrice française, née le 15 janvier 1993 à Bruges (Gironde).
Destinée à une carrière de danseuse, elle suit dès l'âge de 11 ans les cours de l'école de danse de l'Opéra de Paris. En 2006, sa première expérience d'actrice l'amène à incarner une danseuse dans le film Aurore de Nils Tavernier, conciliant ainsi ses deux passions. Elle se voit offrir un rôle par Nicolas Vanier dans le film Belle et Sébastien. 

## Biographie

### Jeunesse et formations
Née à Bruges, son enfance se déroule au milieu des vignes aux côtés de son père vigneron indépendant et de sa famille, entre Arveyres et Saint-Germain-du-Puch.

#### École de danse de l’Opéra de Paris
Passionnée de danse, elle passe le concours d’entrée de l’École de Danse de l’Opéra de Paris.
Parmi les 400 inscrites, Margaux fait partie des huit élèves sélectionnées en France.[réf. nécessaire]
Elle déménage donc à l'âge de 11 ans à Paris pour intégrer l'Opéra de Paris via le système de sport-études.
Elle suit l’intégralité du cursus. Durant ces sept années, elle côtoie les plus grands noms de la danse : Maurice Béjart, Claude Bessy, Nicolas Le Riche avec qui elle dansera dans plusieurs pas de deux créés par la célèbre chorégraphe Carolyn Carlson[réf. nécessaire].

#### Début dans le cinéma
En 2005, à l’âge de 15 ans, le réalisateur Nils Tavernier la choisit pour interpréter le rôle principal de son film Aurore[pas clair].
À travers ces premiers pas d’actrice aux côtés de Carole Bouquet et François Berléand, Margaux se passionne pour le cinéma le métier de comédienne[pas clair].

#### Conservatoire National Supérieur d’Art Dramatique
A l’issue du tournage, elle effectue un stage au sein de la London Academy of Music and Dramatic Art à Londres, les professeurs confirment son talent et la poussent à tenter le concours d’entrée du CNSAD.
Margaux réussit le prestigieux concours du Conservatoire national supérieur d'art dramatique où elle étudiera 3 ans le théâtre. Elle aura comme professeurs et metteurs en scène, Gérard Desarthe, Nada Strancar,Thomas Ostermeier, Clément Hervieu-Léger avec qui elle approfondira l’art du jeu et se confrontera aux grands auteurs du répertoire.

### Carrière
C'est en 2006, dans le rôle-titre d'Aurore de Nils Tavernier, qu’elle débute au grand écran. Ce film lui offre l'occasion de danser avec Nicolas Le Riche (danseur étoile à l'Opéra de Paris) sous les instructions de Carolyn Carlson.
Elle joue dans deux téléfilms en 2011 et 2012 : À la recherche du temps perdu de Nina Companeez et La Baie d'Alger adaptation du roman de Louis Gardel  par Merzak Allouache.
Elle retrouve le grand écran avec le rôle de Laura dans Paris-Manhattan de Sophie Lellouche aux côtés de Patrick Bruel et Alice Taglioni. En 2013, elle est à l'affiche avec Olivier Gourmet dans La Tendresse de Marion Hänsel.
Mais c’est cette même année, avec son rôle d’Angélina dans Belle et Sébastien de Nicolas Vanier que Margaux se fera connaître du grand public.
À la suite d'un immense succès au box office, elle retrouve son personnage dans Belle et Sébastien : L'aventure continue de Christian Duguay et Belle et Sébastien 3 : Le Dernier Chapitre de Clovis Cornillac.
Elle rejoint en 2016 le casting de la célèbre série Outlander.
En 2018, elle tournera avec Antonio Banderas qui interprète Picasso dans la série Genius (série télévisée) pour National Geographic (chaîne de télévision), Margaux incarne l’une des muses du peintre, Geneviève Laporte. L’acteur comparera Margaux et son jeu à Marilyn Monroe (une de ses actrices préférés) et lui offrira un collier en forme de colombe pour lui porter chance.
La même année, elle tourne dans le film Abdel et la Comtesse de Isabelle Doval avec Charlotte de Turckheim, Amir El Kacem. Elle enchaîne avec le tournage de la mini série pour M6 qui adapte Un avion sans elle adaptation du livre de Michel Bussi où elle interprète le personnage sombre et ambiguë de Nina.
En 2019, elle tournera en Sicile dans un film franco-italien Follia de Charles Guerin Surville aux côtés de Stefano Cassetti, Manal Issa et Daniil Vorobyov. Elle y joue le rôle d’une cantatrice, femme du héros qui doit affronter la folie de son mari.
L’année suivante, elle interprète Elisabeth de Gaulle, la fille du général Charles de Gaulle dans la série De Gaulle, l'éclat et le secret pour France 2 aux côtés de Constance Dollé et Samuel Labarthe.
En 2020 elle participera aussi au projet Replay de Matthias Castegnaros pour Arte (adaptation en mini série de plusieurs pièces de théâtre). Margaux jouera Le Mariage de Victorine de George Sand.
Elle retrouvera également en 2020, Alice Taglioni avec qui elle partage le même rôle, dans Au-dessus des nuages, l'adaptation réalisée par Jérôme Cornuau du roman du même nom, qui raconte l’histoire de Dorine Bourneton 1re pilote handicapée de haute voltige.
En 2021 elle débute le tournage de l’adaptation télévisée du manga à succès Les Gouttes de Dieu réalisé par Oded Ruskin. Elle y interprète la version jeune de Marianne Léger.

## Filmographie

### Cinéma
- 2006 : Aurore de Nils Tavernier : Aurore
- 2012 : Paris-Manhattan de Sophie Lellouche : Laura
- 2013 : La Tendresse de Marion Hänsel : Allison
- 2013 : Belle et Sébastien de Nicolas Vanier : Angélina
- 2015 : Belle et Sébastien : L'aventure continue de Christian Duguay : Angélina
- 2017 : Belle et Sébastien 3 : Le Dernier Chapitre de Clovis Cornillac : Angélina
- 2018 : Abdel et la Comtesse d'Isabelle Doval : Blanche
- 2023 : Follia de Charles Guérin Surville : Lucia

### Télévision
- 2009 : Commissaire Magellan de Laurent Lévy : Laura (épisode pilote Roman noir)
- 2010 : Julie Lescaut de Alexis Lecaye : Chloé Feuillant (épisode Rédemption)
- 2010 : Profilage d'Éric Summer : Héloïse Bastien
- 2011 : À la recherche du temps perdu de Nina Companeez : Femme à la plage
- 2012 : La Baie d'Alger de Merzak Allouache : Michelle
- 2016 : Outlander de John Dahl : Annalise de Mauriac (saison 2)
- 2017 : Nemausus de Quentin Uriel : l'épouse
- 2018 : Genius de Kevin Hooks (saison 2) : Geneviève Laporte
- 2019 : Un avion sans elle de Jean-Marc Rudnicki : Nina Passard
- 2020 : De Gaulle, l’éclat et le secret (mini-série) de François Velle : Élisabeth de Gaulle
- 2020 : Au-dessus des nuages de Jérôme Cornuau
- 2020 : Replay de Matthias Castegnaro (série Arte)
- 2021 : Les Gouttes de Dieu d'Oded Ruskin : Marianne Léger (jeune)

### Publicités
- Publicité L'Oréal avec Jane Fonda

## Théâtre

### Comédienne
- 2017 : Impromptu 1663, d'après L'Impromptu de Versailles de Molière, mise en scène Clément Hervieu-Léger : Mlle Du Parc, Festival d'Avignon
- 2017 : Juliette, le Commencement de Grégoire Aubin, mise en scène Grégoire Aubin et Marceau Deschamps-Ségura : Gertrude, Festival d'Avignon
- 2017 : Roberto Zucco de Bernard-Marie Koltès, mise en scène Yann-Joël Collin : la mère, Festival d'Avignon

## Doublage
- 2017 : HHhH : Anna Novak (Mia Wasikowska)
- 2017 : Churchill : Helen Garrett, la secrétaire de Churchill (Ella Purnell)
- 2018 : Les Heures sombres : Elizabeth Nel (en) (Lily James)